# Mait Toom
Mait Toom (* 7. Mai 1990 in Põlva) ist ein estnischer Fußballtorwart.

## Vereinskarriere
Mait Toom wurde in Põlva geboren und spielte zu Beginn seiner Karriere für den heimischen JK Tammeka Tartu. Bis zu seinem 18. Lebensjahr spielte dieser in der Jugend des Vereins. Im Jahr 2008 kam Toom in der Zweiten Mannschaft erstmals zu Einsatzminuten im Seniorenbereich. Später in der Saison konnte der Torhüter sein Debüt in der Meistriliiga im Spiel gegen JK Tallinna Kalev geben. In der Spielzeit 2009 war er zunächst Stammtorhüter, verlor diesen Platz allerdings nach einer 1:6-Niederlage gegen Levadia Tallinn an den deutschen Moritz Stehling. In der folgenden Saison 2010 übernahm zunächst mit Sebastian Tiszai ein weiterer deutscher Torwart die Position von Stehling, der den Verein in Richtung Belgien verlassen hatte. Nach dem 4. Spieltag setzte Marko Kristal, der Trainer von Tammeka, auf Mait Toom, nachdem Tiszai im Spiel gegen JK Kalev Sillamäe vier Gegentore bekommen hatte. In der Saison 2011 fungierte Toom als Stammtorwart. Zu Beginn der Saison 2012 wechselte er zum Rekordmeister Flora Tallinn. Beim Hauptstadtklub wird er nach Stanislav Pedõk nur als Ersatzspieler eingesetzt, wodurch er meist auf der Bank Platz nimmt oder in der Esiliiga für die Zweitvertretung spielt.

## Nationalmannschaft
Für Estland spielt Toom seit der U-19, für die er im April 2008 gegen Dänemark debütierte. Seit 2011 spielt er unter dem deutschen Trainer Frank Bernhardt in der U-21.

## Erfolge
- Estnischer Meister: 2015, 2017 (FC Flora Tallinn)
- Estnischer Pokal: 2013, 2016 (FC Flora Tallinn)
- Estnischer Supercup: 2013, 2014, 2016 (FC Flora Tallinn)